# Joniska förbundet

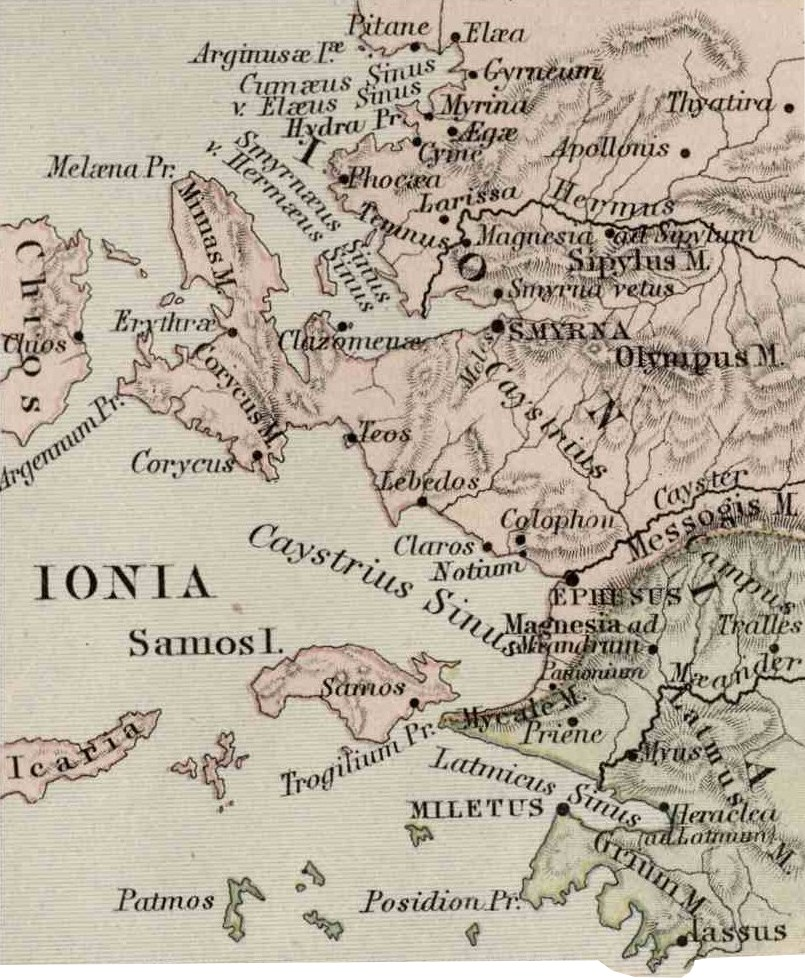
Karta över Jonien

Joniska förbundet (klassisk grekiska: Ἴωνες, Íōnes; κοινὸν Ἰώνων, koinón Iōnōn;  eller κοινὴ σύνοδος Ἰώνων, koinē sýnodos Iōnōn; latin: commune consilium), även känt som det panjoniska förbundet, var en konfederation som bildades i slutet av 800-talet f.Kr. av tolv joniska städer (en så kallad dodekapolis), under ledning av Efesos.
De ingående städerna listades av Herodotos som
- Miletos, Myus och Priene, som alla låg i det mindreasiatiska landskapet Karien och vars folk talade samma dialekt
- Efesos, Kolofon, Lebedos, Teos, Klazomenai och Fokaia, som låg i Lydien och/eller den region som i dag kallas Jonien och vars folk talade en annan dialekt
- Ön Chios och staden Erythrai på fastlandet, vars folk talade samma dialekt
- Ön Samos, vars folk talade en egen dialekt

Efter år 650 f.Kr. bjöds Smyrna, en från början aiolisk stad, in i förbundet för att minska Aioliens makt och stärka Jonien.
Förbundet upplöstes och återupprättades ett antal gånger, och dess faktiska makt varierade. Under romartiden tilläts det prägla sina egna mynt med namnet koinon Iōnōn på ena sidan och kejsarens ansikte på den andra.